# Argyrodella pusillus
Argyrodella pusillus là một loài nhện trong họ Theridiidae. Chúng thuộc chi đơn loài Argyrodella và được Michael Ilmari Saaristo miêu tả năm 1978.